# مادموازل خاله
مادموازل خاله فیلمی به کارگردانی و نویسندگی امین امینی محصول سال ۱۳۳۶ است.

## خلاصه داستان
دو دوست که هزینهٔ تحصیلشان را در تهران زن متولی به نام «خاله» می‌پردازد، با خبر می‌شوند که او قصد سفر به تهران را دارد...

## بازیگران
- علی تابش
- شهین
- رضا کریمی
- نصرت‌الله کنی
- مانی
- عبدالله محمدی
- مورین
- اشرف کاشانی
- تقی ظهوری